# Lienhard von Aachen
Lienhard von Aachen (Lienhart von Oche, frz. Lienhart d’Aix-la-Chapelle; † vor 1500) war ein aus Aachen stammender deutscher Steinmetz der Spätgotik in Straßburg.
Lienhard erlangte 1491 am Mittwoch (9. Februar) nach Purificatio infolge seiner Heirat mit Clara, Tochter des Metzgers Peter von Dachstein, das Bürgerrecht in Straßburg. Eine Person gleichen Namens soll auch schon 1490 Mitglied und Sänger des Straßburger Meistersangvereins gewesen sein. Der Steinmetz Lienhard muss vor 1500 verstorben sein, da seine Frau Clara in diesem Jahr am Donnerstag (14. Mai) nach Jubilate eine neue Ehe mit einem anderen Steinmetz, Jörg von Mainz, einging.
Steinmetzarbeiten oder Lieder, die Lienhard zugeschrieben werden könnten, sind nicht bekannt.